# Fred en George Wemel
Fred en George Wemel (Engels: Fred en George Weasley) (allebei geboren op 1 april 1978) zijn personages uit de Harry Potter-boekenreeks van J.K. Rowling. Ze zijn de tweeling-zoons van Arthur en Molly Wemel. Ze zijn de jongere broers van Bill, Charlie en Percy, en de oudere broers van Ron en Ginny, die beide goed bevriend zijn met Harry Potter. De tweeling is ook goed bevriend met Harry, ze behandelen hem over het algemeen beter dan ze hun eigen broertje Ron behandelen. Ron is, samen met Percy, een favoriet plaag-object voor de tweelingbroers. Net als alle andere gezinsleden hebben Fred en George rood haar.

## Achtergrond
Fred en George zijn de grappenmakers van de school, en meer geïnteresseerd in het bedenken van nieuwe grappen en fopartikelen dan in school en studie. Het is daarom ook niet verrassend dat Rowling hun verjaardag op 1 april heeft gepland. Fred lijkt in sommige gevallen de meer dominante van de twee, maar over het algemeen doen ze alles samen. Ze waren Drijvers in het Zwerkbal-team van hun afdeling Griffoendor, totdat ze werden geschorst voor het leven door Dorothea Omber en dus stopten met Zwerkbal. Kort daarna verlieten ze op spectaculaire wijze de school en openden de Toverfopshop aan de Wegisweg. Het benodigde startkapitaal hadden ze van Harry gekregen. Ze zijn (samen met Ginny) de enige van de Wemel-kinderen die het niet tot Klassenoudste of Hoofdmonitor hebben geschopt, tot grote teleurstelling van hun moeder. Hun gelijkenis is zó treffend dat zelfs hun moeder Molly ze niet uit elkaar kon houden: ze breide een trui voor ze, één met een F en één met een G erin gebreid. De tweeling, zoals altijd wel in voor een geintje, wisselde van trui en noemde zichzelf "Gred" en "Forge".

## Rol in de boeken

### Algemeen
In Harry Potter en de Vuurbeker gaan Fred en George hun eigen fopartikelen verkopen via een eigen postorder-bedrijfje. Ze gebruiken Harry's neef Dirk Duffeling als test-object en laten in zijn nabijheid "per ongeluk" een Ton-Tong-Toffee op de grond vallen. Dirk, een enorme snoeperd, kan de verleiding niet weerstaan en eet de Toffee op, met als gevolg dat zijn tong een meter lang wordt en vader Arthur moet ingrijpen. Tijdens de WK Zwerkbal raakt Ludo Bazuyn onder de indruk van hun fopstokken: hij zegt dat hij vijf Galjoenen voor een stok zou neertellen.
Hoewel hun moeder zou willen dat ze in hun vaders voetsporen treden en op het Ministerie van Toverkunst gaan werken, is hun grootste ambitie toch het runnen van hun eigen Toverfopshop. Harry, die zelf al genoeg geld heeft geërfd van zijn ouders, geeft de tweeling het geld dat hij won bij het Toverschool Toernooi en zorgt er zodoende voor dat de tweeling hun droom kan waarmaken.
De twee zijn Harry gedurende de hele serie erg behulpzaam. Zo helpen de tweeling en Ron Harry in het tweede boek te ontsnappen met de vliegende Ford Anglia, in het derde boek geven ze Harry de Sluipwegwijzer en in het vijfde boek zorgen ze ervoor dat Omber wordt afgeleid zodat Harry ongezien het Haardvuur kan gebruiken om met Sirius Zwarts te praten.
Fred en George waren lid van de Strijders van Perkamentus, de groep die werd opgericht door Harry, Ron en Hermelien om leerlingen die dat wilden praktijkles te geven in Verweer Tegen de Zwarte Kunsten (en niet dat "softe theorie-gedoe" dat Omber gaf). Later in het jaar werden ze geschorst voor Zwerkbal en besluiten ze van school te gaan. Voordat ze echt vertrekken voeren ze nog wel even een klein oorlogje tegen Omber: ze toveren een groot moeras (ook verkrijgbaar bij hun Fopshop) in een van de gangen van Zweinstein, en vertrekken op hun bezems. Terwijl ze wegvliegen informeren ze de leerlingen terloops over hun Fopshop en het adres waar ze hun winkel kunnen vinden aan de Wegisweg, en geven ze Foppe de Klopgeest opdracht om Omber het leven zuur te maken ("Give her hell from us, Peeves!").Foppe heeft zich nog nooit van ook maar één leerling iets aangetrokken, maar maakt toch een buiging voor de tweeling. De professoren lijken niet veel moeite te willen doen om het moeras te verwijderen, en Omber krijgt het niet voor elkaar. De conciërge Argus Vilder moet de leerlingen met bootjes overzetten wanneer ze naar hun lessen moeten. Wanneer Omber van school is weggejaagd, verwijdert Professor Banning een deel van het moeras, en laat een klein stukje over als eerbetoon aan de tweeling. Het vertrek van de tweeling wordt door veel fans als een van de hoogtepunten van het vijfde boek gezien.
In het zesde boek runnen Fred en George nog steeds met veel succes hun "Tovertweelings Topfopshop" aan de Wegisweg. Aan het begin van het schooljaar scoren ze met hun "Poe-Pie-Nee" advertentie. Een van hun import-artikelen, het "Peruviaanse Instant-Duister Gruis", speelt een negatieve rol in het verhaal, wanneer Draco Malfidus het gebruikt om de Dooddoeners van Heer Voldemort de school binnen te krijgen en weet te ontsnappen aan de S.V.P. leden door een inktzwarte duisternis op te roepen.
Het is niet duidelijk of Fred en George ook daadwerkelijk lid zijn geworden van de Orde van de Feniks, iets wat ze gedurende het vijfde boek wel leken te willen. Het feit dat ze niet deelnamen aan het gevecht aan het einde van boek zes lijkt erop te wijzen dat ze geen Orde-leden zijn. Sommige fans zijn echter van mening dat de jongens de Orde wel ondersteunen door die informatie te geven over de gebeurtenissen op de Wegisweg, hoewel ze geen officiële leden zijn.

### Harry Potter en de Relieken van de Dood
In het zevende en laatste boek zijn Fred en George Wemel wel lid van de Orde van de Feniks. Zij helpen Harry en de Duffelingen ontsnappen uit de Ligusterlaan, samen met Hecuba Jacobs, Dedalus Diggel, Alastor Dolleman, Levenius Lorrebos, Rubeus Hagrid, Nymphadora Tops, Remus Lupos, Bill Wemel, Fleur Delacour, Ron Wemel en Hermelien Griffel. De laatste drie en Levenius drinken, samen met Fred en George, Wisseldrank met een haar van Harry erin en zien eruit als Harry. Fred en George -altijd in voor een grapje- zeggen dan in koor: 'Wauw - we lijken nu sprekend op elkaar!' Als ze vluchten naar het Nest, komt Voldemort met zijn Dooddoeners opdagen. Tijdens de vlucht worden Hedwig en Alastor Dolleman vermoord en raakt George een oor kwijt. George zegt tegen zijn moeder dat ze nu tenminste hem en Fred uit elkaar weet te houden.
Tijdens de Slag om Zweinstein vernietigt George, samen met zijn goede vriend Leo Jordaan de Dooddoener Jeegers. Fred strijdt zij aan zij met zijn broer Percy, en wanneer Percy een grap maakt moet Fred lachen. Net op dat moment ontstaat er een explosie en komt Fred om het leven.
George runt Tovertweelings Topfopshop eerst een tijdje alleen, maar krijgt later hulp van Ron, nadat die is gestopt als Schouwer. Ze maken samen de winkel tot een groot succes.

## Kinderen van George
George Wemel trouwt met Angelique Jansen en ze krijgen een zoon, die hij vernoemt naar zijn overleden tweelingbroer Fred, en een dochter, Roxanne.

## Familie Wemel
|                    |                    |                    |                    |                    |                    |                 |                 |                   |                   |                   |                   |                   |                   |             |             |             |             |            |            |             |             | Septimus Wemel | Septimus Wemel | Septimus Wemel | Septimus Wemel | Septimus Wemel | Septimus Wemel |               |               | Cedrella Zwarts | Cedrella Zwarts | Cedrella Zwarts      | Cedrella Zwarts      | Cedrella Zwarts      | Cedrella Zwarts      |                      |                      |               |               |               |               |               |               |               |               |                                 |                                 |                                 |                                 |                                 |                                 |            |            |                               |                               |                               |                               |                               |                               |  |  |                            |                            |                            |                            |                            |                            |                      |                      |                      |                      |                      |                      |                   |                   |                   |                   |                   |                   |
|                    |                    |                    |                    |                    |                    |                 |                 |                   |                   |                   |                   |                   |                   |             |             |             |             |            |            |             |             | Septimus Wemel | Septimus Wemel | Septimus Wemel | Septimus Wemel | Septimus Wemel | Septimus Wemel |               |               | Cedrella Zwarts | Cedrella Zwarts | Cedrella Zwarts      | Cedrella Zwarts      | Cedrella Zwarts      | Cedrella Zwarts      |                      |                      |               |               |               |               |               |               |               |               |                                 |                                 |                                 |                                 |                                 |                                 |            |            |                               |                               |                               |                               |                               |                               |  |  |                            |                            |                            |                            |                            |                            |                      |                      |                      |                      |                      |                      |                   |                   |                   |                   |                   |                   |
|                    |                    |                    |                    |                    |                    |                 |                 |                   |                   |                   |                   |                   |                   |             |             |             |             |            |            |             |             |                |                |                |                |                |                |               |               |                 |                 |                      |                      |                      |                      |                      |                      |               |               |               |               |               |               |               |               |                                 |                                 |                                 |                                 |                                 |                                 |            |            |                               |                               |                               |                               |                               |                               |  |  |                            |                            |                            |                            |                            |                            |                      |                      |                      |                      |                      |                      |                   |                   |                   |                   |                   |                   |
|                    |                    |                    |                    |                    |                    |                 |                 |                   |                   |                   |                   |                   |                   |             |             |             |             |            |            |             |             |                |                |                |                |                |                |               |               |                 |                 |                      |                      |                      |                      |                      |                      |               |               |               |               |               |               |               |               |                                 |                                 |                                 |                                 |                                 |                                 |            |            |                               |                               |                               |                               |                               |                               |  |  |                            |                            |                            |                            |                            |                            |                      |                      |                      |                      |                      |                      |                   |                   |                   |                   |                   |                   |
| Apolline Delacour  | Apolline Delacour  | Apolline Delacour  | Apolline Delacour  | Apolline Delacour  | Apolline Delacour  |                 |                 | Monsieur Delacour | Monsieur Delacour | Monsieur Delacour | Monsieur Delacour | Monsieur Delacour | Monsieur Delacour |             |             |             |             |            |            |             |             | Virus Wemel    | Virus Wemel    | Virus Wemel    | Virus Wemel    | Virus Wemel    | Virus Wemel    |               |               | Arthur Wemel    | Arthur Wemel    | Arthur Wemel         | Arthur Wemel         | Arthur Wemel         | Arthur Wemel         |                      |                      | Molly Protser | Molly Protser | Molly Protser | Molly Protser | Molly Protser | Molly Protser |               |               | Gideon Protser                  | Gideon Protser                  | Gideon Protser                  | Gideon Protser                  | Gideon Protser                  | Gideon Protser                  |            |            | Fabian Protser                | Fabian Protser                | Fabian Protser                | Fabian Protser                | Fabian Protser                | Fabian Protser                |  |  |                            |                            |                            |                            |                            |                            |                      |                      |                      |                      |                      |                      |                   |                   |                   |                   |                   |                   |
| Apolline Delacour  | Apolline Delacour  | Apolline Delacour  | Apolline Delacour  | Apolline Delacour  | Apolline Delacour  |                 |                 | Monsieur Delacour | Monsieur Delacour | Monsieur Delacour | Monsieur Delacour | Monsieur Delacour | Monsieur Delacour |             |             |             |             |            |            |             |             | Virus Wemel    | Virus Wemel    | Virus Wemel    | Virus Wemel    | Virus Wemel    | Virus Wemel    |               |               | Arthur Wemel    | Arthur Wemel    | Arthur Wemel         | Arthur Wemel         | Arthur Wemel         | Arthur Wemel         |                      |                      | Molly Protser | Molly Protser | Molly Protser | Molly Protser | Molly Protser | Molly Protser |               |               | Gideon Protser                  | Gideon Protser                  | Gideon Protser                  | Gideon Protser                  | Gideon Protser                  | Gideon Protser                  |            |            | Fabian Protser                | Fabian Protser                | Fabian Protser                | Fabian Protser                | Fabian Protser                | Fabian Protser                |  |  |                            |                            |                            |                            |                            |                            |                      |                      |                      |                      |                      |                      |                   |                   |                   |                   |                   |                   |
|                    |                    |                    |                    |                    |                    |                 |                 |                   |                   |                   |                   |                   |                   |             |             |             |             |            |            |             |             |                |                |                |                |                |                |               |               |                 |                 |                      |                      |                      |                      |                      |                      |               |               |               |               |               |               |               |               |                                 |                                 |                                 |                                 |                                 |                                 |            |            |                               |                               |                               |                               |                               |                               |  |  |                            |                            |                            |                            |                            |                            |                      |                      |                      |                      |                      |                      |                   |                   |                   |                   |                   |                   |
|                    |                    |                    |                    |                    |                    |                 |                 |                   |                   |                   |                   |                   |                   |             |             |             |             |            |            |             |             |                |                |                |                |                |                |               |               |                 |                 |                      |                      |                      |                      |                      |                      |               |               |               |               |               |               |               |               |                                 |                                 |                                 |                                 |                                 |                                 |            |            |                               |                               |                               |                               |                               |                               |  |  |                            |                            |                            |                            |                            |                            |                      |                      |                      |                      |                      |                      |                   |                   |                   |                   |                   |                   |
| Gabrielle Delacour | Gabrielle Delacour | Gabrielle Delacour | Gabrielle Delacour | Gabrielle Delacour | Gabrielle Delacour |                 |                 | Fleur Delacour    | Fleur Delacour    | Fleur Delacour    | Fleur Delacour    | Fleur Delacour    | Fleur Delacour    |             |             | Bill Wemel  | Bill Wemel  | Bill Wemel | Bill Wemel | Bill Wemel  | Bill Wemel  |                |                | Charlie Wemel  | Charlie Wemel  | Charlie Wemel  | Charlie Wemel  | Charlie Wemel | Charlie Wemel |                 |                 | Percy Wemel × Audrey | Percy Wemel × Audrey | Percy Wemel × Audrey | Percy Wemel × Audrey | Percy Wemel × Audrey | Percy Wemel × Audrey |               |               | Fred Wemel    | Fred Wemel    | Fred Wemel    | Fred Wemel    | Fred Wemel    | Fred Wemel    | George Wemel × Angelique Jansen | George Wemel × Angelique Jansen | George Wemel × Angelique Jansen | George Wemel × Angelique Jansen | George Wemel × Angelique Jansen | George Wemel × Angelique Jansen |            |            | Ron Wemel × Hermelien Griffel | Ron Wemel × Hermelien Griffel | Ron Wemel × Hermelien Griffel | Ron Wemel × Hermelien Griffel | Ron Wemel × Hermelien Griffel | Ron Wemel × Hermelien Griffel |  |  | Ginny Wemel × Harry Potter | Ginny Wemel × Harry Potter | Ginny Wemel × Harry Potter | Ginny Wemel × Harry Potter | Ginny Wemel × Harry Potter | Ginny Wemel × Harry Potter |                      |                      |                      |                      |                      |                      |                   |                   |                   |                   |                   |                   |
| Gabrielle Delacour | Gabrielle Delacour | Gabrielle Delacour | Gabrielle Delacour | Gabrielle Delacour | Gabrielle Delacour |                 |                 | Fleur Delacour    | Fleur Delacour    | Fleur Delacour    | Fleur Delacour    | Fleur Delacour    | Fleur Delacour    |             |             | Bill Wemel  | Bill Wemel  | Bill Wemel | Bill Wemel | Bill Wemel  | Bill Wemel  |                |                | Charlie Wemel  | Charlie Wemel  | Charlie Wemel  | Charlie Wemel  | Charlie Wemel | Charlie Wemel |                 |                 | Percy Wemel × Audrey | Percy Wemel × Audrey | Percy Wemel × Audrey | Percy Wemel × Audrey | Percy Wemel × Audrey | Percy Wemel × Audrey |               |               | Fred Wemel    | Fred Wemel    | Fred Wemel    | Fred Wemel    | Fred Wemel    | Fred Wemel    | George Wemel × Angelique Jansen | George Wemel × Angelique Jansen | George Wemel × Angelique Jansen | George Wemel × Angelique Jansen | George Wemel × Angelique Jansen | George Wemel × Angelique Jansen |            |            | Ron Wemel × Hermelien Griffel | Ron Wemel × Hermelien Griffel | Ron Wemel × Hermelien Griffel | Ron Wemel × Hermelien Griffel | Ron Wemel × Hermelien Griffel | Ron Wemel × Hermelien Griffel |  |  | Ginny Wemel × Harry Potter | Ginny Wemel × Harry Potter | Ginny Wemel × Harry Potter | Ginny Wemel × Harry Potter | Ginny Wemel × Harry Potter | Ginny Wemel × Harry Potter |                      |                      |                      |                      |                      |                      |                   |                   |                   |                   |                   |                   |
|                    |                    |                    |                    |                    |                    |                 |                 |                   |                   |                   |                   |                   |                   |             |             |             |             |            |            |             |             |                |                |                |                |                |                |               |               |                 |                 |                      |                      |                      |                      |                      |                      |               |               |               |               |               |               |               |               |                                 |                                 |                                 |                                 |                                 |                                 |            |            |                               |                               |                               |                               |                               |                               |  |  |                            |                            |                            |                            |                            |                            |                      |                      |                      |                      |                      |                      |                   |                   |                   |                   |                   |                   |
|                    |                    |                    |                    |                    |                    |                 |                 |                   |                   |                   |                   |                   |                   |             |             |             |             |            |            |             |             |                |                |                |                |                |                |               |               |                 |                 |                      |                      |                      |                      |                      |                      |               |               |               |               |               |               |               |               |                                 |                                 |                                 |                                 |                                 |                                 |            |            |                               |                               |                               |                               |                               |                               |  |  |                            |                            |                            |                            |                            |                            |                      |                      |                      |                      |                      |                      |                   |                   |                   |                   |                   |                   |
| Victoire Wemel     | Victoire Wemel     | Victoire Wemel     | Victoire Wemel     | Victoire Wemel     | Victoire Wemel     | Dominique Wemel | Dominique Wemel | Dominique Wemel   | Dominique Wemel   | Dominique Wemel   | Dominique Wemel   | Louis Wemel       | Louis Wemel       | Louis Wemel | Louis Wemel | Louis Wemel | Louis Wemel |            |            | Molly Wemel | Molly Wemel | Molly Wemel    | Molly Wemel    | Molly Wemel    | Molly Wemel    | Lucy Wemel     | Lucy Wemel     | Lucy Wemel    | Lucy Wemel    | Lucy Wemel      | Lucy Wemel      |                      |                      | Fred Wemel           | Fred Wemel           | Fred Wemel           | Fred Wemel           | Fred Wemel    | Fred Wemel    | Roxanne Wemel | Roxanne Wemel | Roxanne Wemel | Roxanne Wemel | Roxanne Wemel | Roxanne Wemel |                                 |                                 | Roos Wemel                      | Roos Wemel                      | Roos Wemel                      | Roos Wemel                      | Roos Wemel | Roos Wemel | Hugo Wemel                    | Hugo Wemel                    | Hugo Wemel                    | Hugo Wemel                    | Hugo Wemel                    | Hugo Wemel                    |  |  | James Sirius Potter Jr.    | James Sirius Potter Jr.    | James Sirius Potter Jr.    | James Sirius Potter Jr.    | James Sirius Potter Jr.    | James Sirius Potter Jr.    | Albus Severus Potter | Albus Severus Potter | Albus Severus Potter | Albus Severus Potter | Albus Severus Potter | Albus Severus Potter | Lily Loena Potter | Lily Loena Potter | Lily Loena Potter | Lily Loena Potter | Lily Loena Potter | Lily Loena Potter |

## Trivia
- De stem van Fred Wemel wordt in de Nederlandse versie van de Harry Potterfilms ingesproken door Willem Rebergen, beter bekend als hardstyle-dj en -producer Headhunterz.
- Joanne Rowling koos de namen van Fred en George alleen omdat ze het mooie namen vond. Op haar website hielp ze hiermee het gerucht dat de namen afkomstig waren van een ander stel roodharigen uit een andere film, Gone With the Wind, uit de wereld.[2]
- Na de dood van Fred is George niet meer in staat om een Patronus op te roepen.

## Referentie
1. 1 2  Rowling die de familieboom tekent met uitleg
2. ↑  (en)  Officiële website Rowling - FAQ. Gearchiveerd op 20 juli 2011. Geraadpleegd op 11 juli 2023.